# Schlacht bei Zwettl
In der Schlacht bei Zwettl am 25. März 1427 zwischen hussitischen und kaiserlich-österreichischen Truppen misslang den Hussiten die Eroberung der Stadt Zwettl in Niederösterreich, sie konnten jedoch reiche Beute machen und richteten in der Umgebung erhebliche Zerstörungen an.

## Verlauf
Am 12. März 1427 belagerten angeblich 16.000 Mann, Fußvolk und Reiterei, unter dem Kommando von Andreas Prokop zum zweiten Mal seit Jahresbeginn die ummauerte Stadt Zwettl. Zwei Tage und zwei Nächte griffen sie vergeblich an. Zur Versorgung ihrer Truppe brandschatzten die Belagerer in der weiteren Umgebung des Weinviertels und drangen mit kleineren Trupps bis weit in das Kremstal vor. Auf die Nachricht von diesem Einfall zog Herzog Albrecht V. alle Kräfte bei Krems zusammen, über die Größe dieses österreichischen Heeres fehlen genaue Angaben.
Am 25. März 1427 stieß das Entsatzheer unter der Führung des erst 21-jährigen Reinprecht IV. von Walsee und Leopold von Krayg auf die Hussiten, und es kam bei Zwettl (vermutlich auf dem Weinberg) zu einer blutigen Schlacht, bei der die Österreicher den Angreifer nach vier Stunden erbitterten Ringens in die Flucht schlugen. Doch statt die fliehenden Hussiten energisch zu verfolgen, plünderten die Sieger die aufgegebene Wagenburg und wurden dabei von den Hussiten, die sich wieder gesammelt hatten, erneut angegriffen. Mit Mühe erreichten die Österreicher die Stadt, in der sie Schutz fanden; wer nicht schnell genug flüchtete wurde niedergemetzelt. Nach drei Tagen zogen die Hussiten in Richtung Altenburg und Horn ab. Der Verlust der Österreicher, für den laut Aeneas Sylvius Piccolomini die Sorglosigkeit des Walseers verantwortlich war, wird mit 4.000 bis 9.000 Mann beziffert.

## Erinnerung
Trotz des unklaren Ausgangs der Schlacht blieb Zwettl von weiteren Angriffen verschont, die Bürger der Stadt ließen später aus Dankbarkeit über die abgewendete Vernichtung am Südhang des Weinbergs, dem überlieferten Schlachtort an der heutigen Allentsteiger Straße, einen Gedenkstein, das so genannte Hussitenkreuz, setzen.